# Boronia gracilipes
Boronia gracilipes är en vinruteväxtart som beskrevs av Ferdinand von Mueller. Boronia gracilipes ingår i släktet Boronia och familjen vinruteväxter. Inga underarter finns listade i Catalogue of Life.